# Extra terrestrial Biological Entities
《行星生物》（Extra terrestrial Biological Entities）是日本流行音乐团体“EGOIST”的首张录音室专辑，2012年9月19日由Sony Music最早在日本发售。这张专辑包含了由Chelly演唱的12首音乐曲目，除了《热恋》的歌词由Chelly创作完成之外，其余全部曲目都由supercell的Ryo作词作曲。专辑中有两首歌此前已经在EGOIST的两支单曲中发布过。在日本等市场贩售时分两个不同版本的专辑：仅包含常规专辑CD的通常版和包含有CD+DVD的初回限定版。《行星生物》在日本Oricon的每周专辑排行榜最高达到第9位。
专辑中有三支歌曲曾被使用于不同的媒体上：《起程~献给你的爱之歌~》、《The Everlasting Guilty Crown》曾被用于2011年日本动画连续剧《罪惡王冠》的主题曲，而《行星》则被用作视觉小说《罪恶王冠：失落的圣诞节》中包含的OVA的片尾曲。

## 制作
2011年5月25日至2011年6月19日，supercell乐团的Ryo为乐团的第三张专辑《自我体验》（2013年）中演唱歌手的人选开展了试镜活动。虽然没有被选作supercell的主唱，但17岁的女歌手Chelly从约2000名候选人中挑选出来，以2011年动漫电视剧《Guilty Crown》中虚构乐队EGOIST的名义演唱主题曲。另外，Chelly是在剧中乐队主唱楪祈的角色下进行演唱的。在试镜的时候，Ryo已经为《罪恶王冠》写了《起程~献给你的爱之歌~》，并正在为这首歌寻找歌手。在最后的试演中，所有的候选人都会一起唱这首歌，但是根据Ryo的说法，Chelly是唯一一个完美适配这首歌的人。这张专辑的标题是为了反映楪祈的性格，包括她最初的概念是如何基于金鱼的。这张专辑的封面是Redjuice的作品，画面中楪祈穿着一件蓝色连衣裙，坐下来拿着红色纱球，她旁边还画着两条金鱼。
专辑标题的《Extra terrestrial Biological Entities》，以《Guilty Crown》女主人公楪祈在自己的归处和樱满集的生死都不明的情况下，依然要活下去而发展开来，内容本身也由“楪祈去到月球唱歌”而构成。

## 发行和评价
《行星生物》于2012年9月19日在日本发售了两种版本：常规CD版本和CD+DVD限量版。DVD包含歌曲《起程~献给你的爱之歌~》、《The Everlasting Guilty Crown》和《Planetes》的音乐视频，此外还有一支以《Planetes》配乐的视频用来推广视觉小说《罪恶王冠：失落的圣诞节》。这张专辑在2012年9月售出超过33,000份，在Oricon的每周专辑榜上，它最高达到第9位，并在榜22周。

## 曲目列表
| 曲序     | 曲目                                                                | 备注       | 时长  |
| -------- | ------------------------------------------------------------------- | ---------- | ----- |
| 1.       | 生命之灯（日語： Light of Original Sin）                            | 原罪的燈   | 2:12  |
| 2.       | 永远的王冠（）                                                      |            | 5:25  |
| 3.       | 行星生物（）                                                        |            | 5:39  |
| 4.       | 雨中同行（日語： Rain, I'll Take You）                              | 雨，帶你走 | 4:14  |
| 5.       | 甜心冰淇淋公主（）                                                  |            | 3:59  |
| 6.       | 为时已晚（日語： Too Late）                                         |            | 3:24  |
| 7.       | 热恋（）                                                            |            | 4:27  |
| 8.       | 我喜欢（''What I Like (Inori's Day Off)）                           |            | 1:03  |
| 9.       | 缠绕思念的100个现象（日語： 100 Events Enclosed with Feelings）     |            | 2:53  |
| 10.      | 找寻之物（日語： What I Have Found in This World）                  |            | 4:49  |
| 11.      | 行星（）                                                            |            | 6:03  |
| 12.      | 起程~献给你的爱之歌~（日語： Departures ～Love Song Sent to You～） |            | 4:15  |
| 总时长： | 总时长：                                                            | 总时长：   | 48:23 |

## 制作团队
Egoist
- Ryo – writer
- Chelly – 声乐、合唱

制作
- 村松俊亮（英语：Shunsuke Muramatsu） – 执行制片人
- 田村优（英语：Yū Tamura） – 执行制片人
- Ryōta Uchida – 导演, 艺人管理
- 桧谷瞬六（英语：Shunroku Hitani） – 混音（英语：Audio mixing (recorded music)）
- 工藤雅史（英语：Masashi Kudō） – 混音
- 辻元有博（英语：Hiroshi Tsujimoto） – 母带
- Yōko Sakurai – 制片协调
- Mami Kumagawa – 艺人管理
- 草野刚（英语：Tsuyoshi Kusano） – 艺术方向、设计
- Hiro Kondō – 设计
- Redjuice – 插画